# Roy Rowland
Roy Rowland (New York, 31 december 1902 – Orange, 29 juni 1995) was een Amerikaanse filmregisseur.

## Biografie
Rowland werd geboren op 31 december 1902 in Brooklyn (New York) als zoon van Barnett en Mindell Rowland, Russisch-Joodse immigranten. Hij studeerde rechten aan de University of Southern California voordat hij aan een carrière begon bij Universal Studios, aanvankelijk als scenarioschrijver en later assistent-regisseur. Na zijn overstap naar Metro-Goldwyn-Mayer was hij assistent-regisseur van W.S. Van Dyke voor de eerste Tarzanfilm met Johnny Weissmuller in de hoofdrol. Van Dyke regisseerde de acteurs en Rowland de dieren.
Rowland kreeg in de jaren dertig naambekendheid door het regisseren van korte films, waaronder de "How to"-serie met Robert Benchley in de hoofdrol. Een daarvan, How to Sleep uit 1935, won een Academy Award. Hij regisseerde ook verschillende korte films in de "Crime Doesn't Pay"-serie.

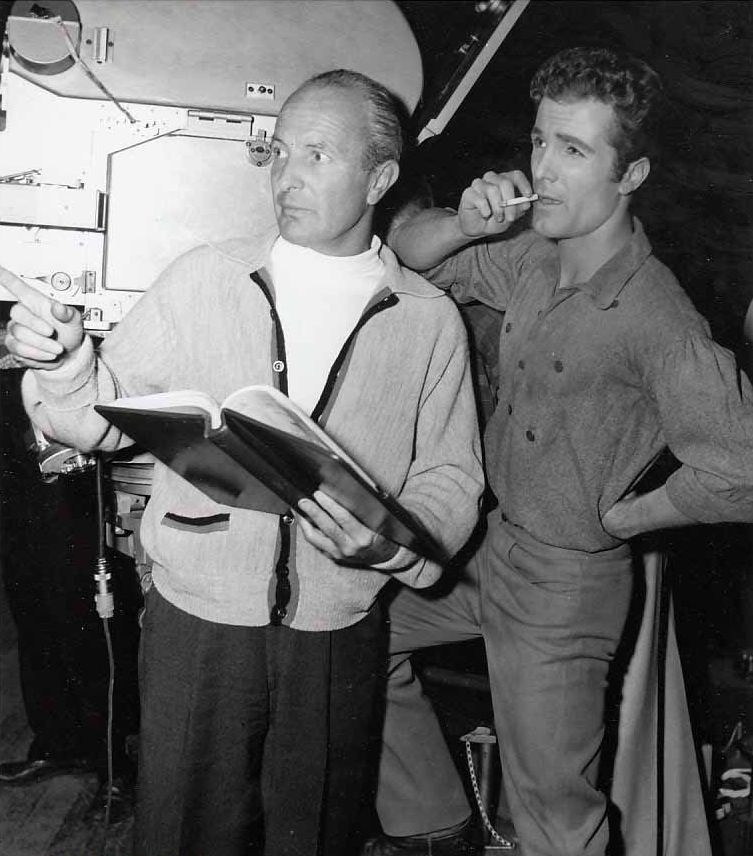
Roy Rowland met zijn zoon Steve tijdens de opnames van Gun Glory (1957)

Zijn eerste langspeelfilm was A Stranger in Town uit 1943. Hij draaide in de jaren veertig ook drie films met kindsterretje Margaret O'Brien: Lost Angel, Our Vines Have Tender Grapes en Tenth Avenue Angel. In de jaren vijftig regisseerde hij een aantal musicalfilms, waaronder Hit the Deck, Meet Me in Las Vegas en Seven Hills of Rome. Ander werk van hem uit die tijd omvat The 5,000 Fingers of Dr. T., Many Rivers to Cross en Gun Glory waarin zijn zoon Steve meespeelde.
In de jaren zestig werkte hij vooral in Europa. In Engeland regisseerde hij in 1963 The Girl Hunters van Mickey Spillane met Spillane zelf in de hoofdrol. Daarna maakte hij een handvol coproducties in Italië en Spanje, waaronder de western Sie nannten ihn Gringo en een paar mantel-en-degenfilms. Rond 1970 ging hij met pensioen.
Rowland trouwde op 18 juli 1927 met Ruth Cummings, de nicht van Louis B. Mayer en de zus van producer Jack Cummings. Haar familie keurde Rowland in eerste instantie af, waardoor hij een tijdlang op de zwarte lijst belandde. In 1932 verwelkomde het paar een zoon Steve, die later muziekproducent werd in het Verenigd Koninkrijk. Rowland overleed op 29 juni 1995 in Orange (Californië) op 92-jarige leeftijd.

## Filmografie (selectie)
- A Stranger in Town (1943)
- Lost Angel (1943)
- Our Vines Have Tender Grapes (1945)
- Tenth Avenue Angel (1948)
- The 5,000 Fingers of Dr. T. (1953)
- Many Rivers to Cross (1955)
- Hit the Deck (1955)
- Meet Me in Las Vegas (1956)
- Gun Glory (1957)
- Seven Hills of Rome (1958)
- The Girl Hunters (1963)
- Sie nannten ihn Gringo (1965)
- Surcouf, l'eroe dei sette mari (1966)